# Nadine Van Der Velde
Nadine Van der Velde (14 de mayo de 1962, Toronto) es una actriz canadiense. Ha escrito varios episodios del programa infantil Miss Spider's Sunny Patch Friends y los guiones para dos películas de Rolie Polie Olie, por los que ganó dos premios Emmy. Está casada con Scott Kraft desde 1992, y tiene dos hijos.

## Películas
- Escuela Privada.
- Critters
- Munchies
- The Old Dark House
- Después de Medianoche
- Shadow Dancing

## Televisión
Ha realizado algunas apariciones en programas de televisión:
- Otherworld
- CBS Schoolbreak Especial
- El Mago
- Starman
- Alfred Hitchcock presenta
- Viñetas Sudor
- Kung Fu: La leyenda continúa
- JAG[4]
- East of A (además de guionista conjunta)